# Karl Jansen
Karl Jansen (Eickel, 28 maggio 1908 – Essen, 14 novembre 1961) è stato un sollevatore tedesco che ha gareggiato nella categoria dei pesi leggeri (fino a 67,5 kg).

## Carriera
Jansen ha vinto la medaglia di bronzo alle Olimpiadi di Berlino 1936, sollevando 327,5 kg nel totale su tre prove, alle spalle dell'austriaco Robert Fein e dell'egiziano Anwar Mesbah, vincitori a pari merito con 342,5 kg nel totale.
Precedentemente, aveva partecipato ai Campionati europei di Parigi 1935, ove vinse la medaglia d'oro con 325 kg, battendo nell'occasione Robert Fein (322,5 kg) ed il francese René Duverger (312,5 kg).
Ha vinto anche la medaglia di bronzo ai campionati mondiali di Parigi 1937 con 330 kg nel totale, terminando dietro allo statunitense Tony Terlazzo (357,5 kg) ed a Robert Fein (355 kg).
Jansen ha continuato a gareggiare anche dopo la fine della seconda guerra mondiale fino all'età di 45 anni per il club al quale apparteneva, e con il quale è diventato più volte campione nazionale a titolo individuale e per società.